# Brutal: Paws of Fury
Brutal: Paws of Fury est un jeu vidéo de combat développé par GameTek et Eurocom, commercialisé en 1994 sur Mega Drive, Mega-CD et Super Nintendo et l'année suivante sur Amiga, Amiga CD32 et DOS.